# سیارک ۱۰۷۶۱
سیارک ۱۰۷۶۱ (به انگلیسی: 10761 Lyubimets، نامگذاری:1990TB4) ده هزار و هفتصد و شصت و یکمین سیارک کشف شده‌است که در ۱۲ اکتبر ۱۹۹۰ کشف شد.
قدر مطلق سیارک برابر ۱۴٫۱۰ است.